# 华盖街
华盖街是马来西亚槟城州乔治市的一个主要街道，始建于1804年并沿用至今，构成了市区路段的一部分，路段以英国统治时期所建造的殖民建筑而闻名。
该街道位于联合国教科文组织世界遗产名录中世遗城的范围内，亦是槟城顶尖教会国民中学的重要摇篮，如大英义学国中、圣芳济国中、莱特街修道院国中与圣乔治女子国中为自此起基。目前仅有圣芳济国中和莱特街修道院国中仍在华盖街矗立，其他中学已迁至新址。

## 名称来源
华盖街的英文路名是以时任威尔士王子岛（现称槟岛）副州长罗伯特·汤森·法夸尔（Robert Townsend Farquhar）命名。法夸尔在任期期间主要负责提升乔治市的基础设施，如修建渡槽及行政大楼、扩建康华利斯堡等。1804年至1805年间，法夸尔一心企图摧毁马六甲以加强乔治市在马六甲海峡内的重点港口地位。当时，荷兰军方为了避免其殖民地落入法国人手中，唯有将马六甲暂时托予英国东印度公司管辖。法夸尔急于在荷兰人归来前拆除马六甲，便命令马六甲参政司威廉·法夸尔尽速用火药摧毁该座城市。不过最后在斯坦福·莱佛士爵士的干涉下才放弃拆除当地的堡垒法摩沙堡，但由于干预过晚，英国士兵仍将堡垒炸毁得只剩下现在的古城门。

## 历史

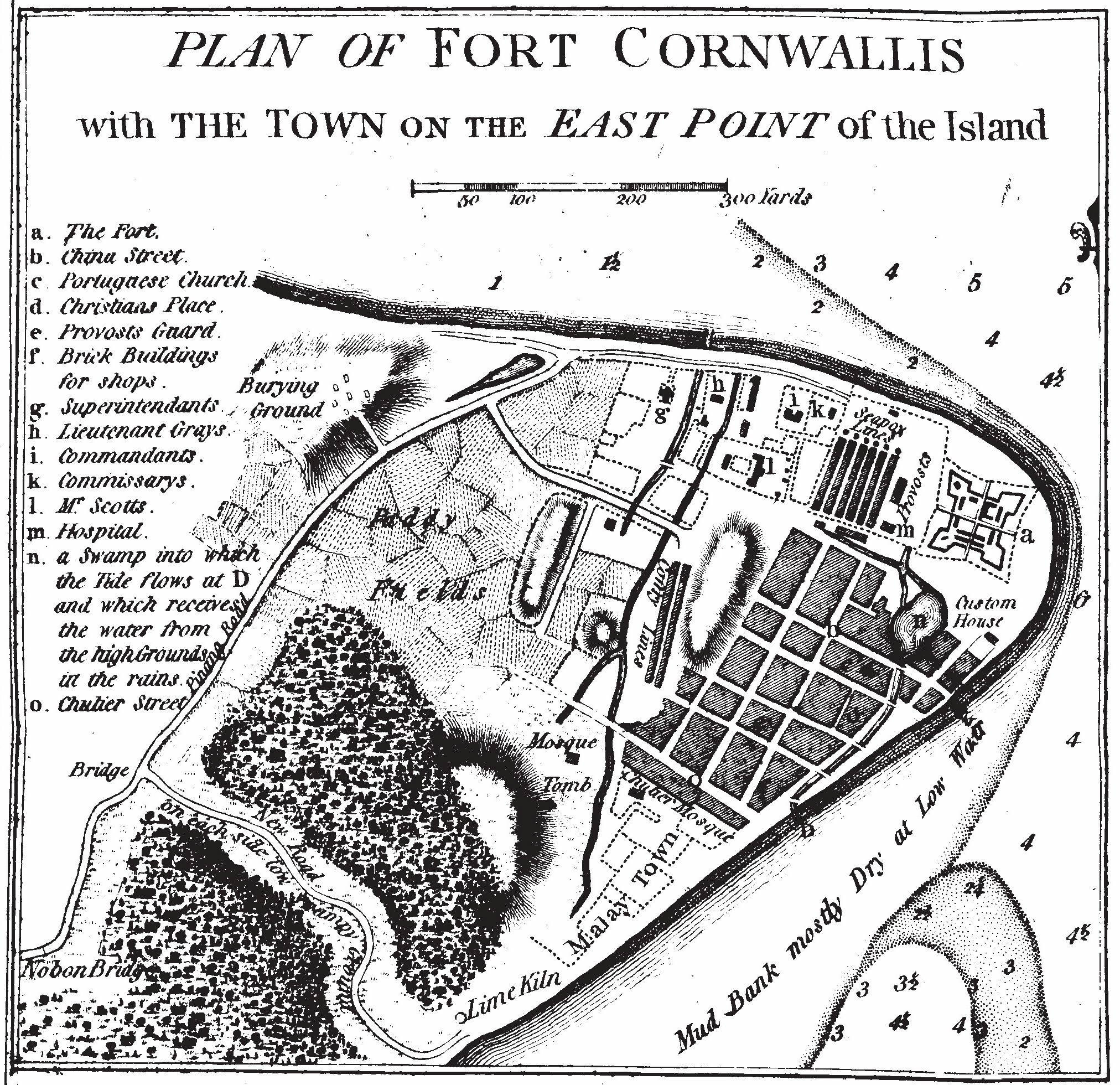
华盖街路段可在1799年的乔治市地图上寻获

华盖街建于1804年，该路段曾出现在最早的乔治市地图上，不过是在1804年至1805年间法夸尔任副州长后才正式改为现名。随着英国官员和欧洲人的迁入，多座殖民建筑在该街道应运而生。1818年，圣公会于华盖街和椰角街的交界处建造了圣乔治教堂；天主教会则于1857年建立槟城圣母升天教堂。1885年，依恩奥酒店由亚美尼亚裔萨奇斯兄弟创立，临近华盖街西端末尾。
华盖街也是槟城著名教会国民中学的发源路段。马来西亚最早的学府——大英义学国中校舍于1821年成立，该校后于1928年迁至青草巷，而学校原址现已改为槟城州立博物馆。1856年至1858年间，圣芳济国中和莱特街修道院国中迁至华盖街，至今犹在。另外，圣乔治女子国中则于1885年由圣公会建立，后来历经两次迁校并最终落脚于乔治市中路。

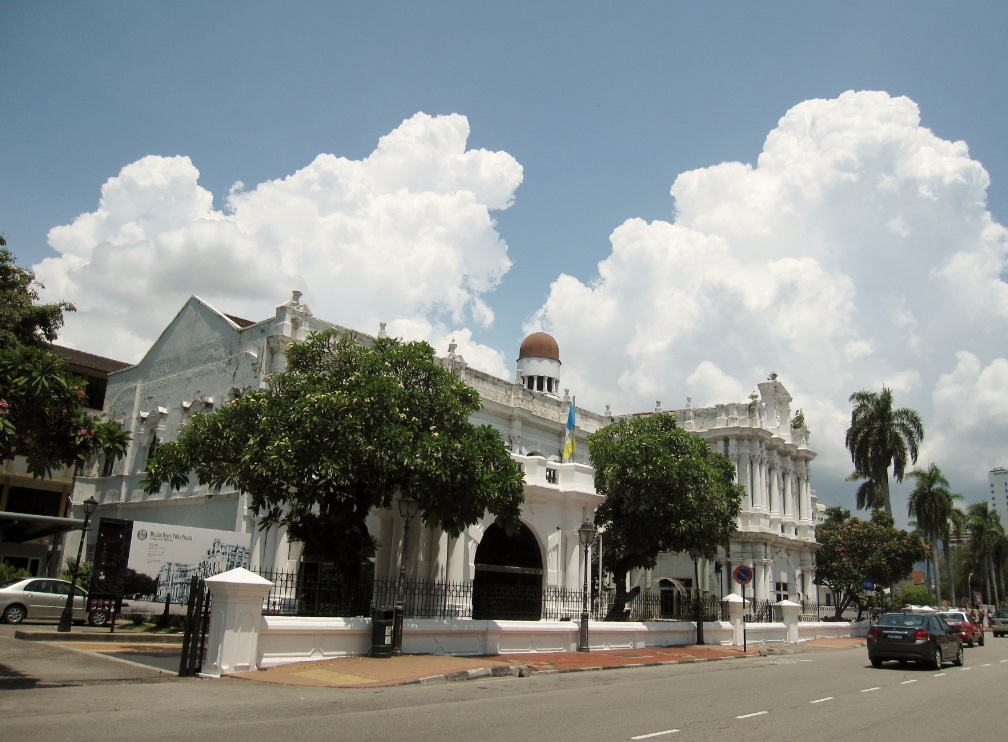
槟城州立博物馆，前身为大英义学国中
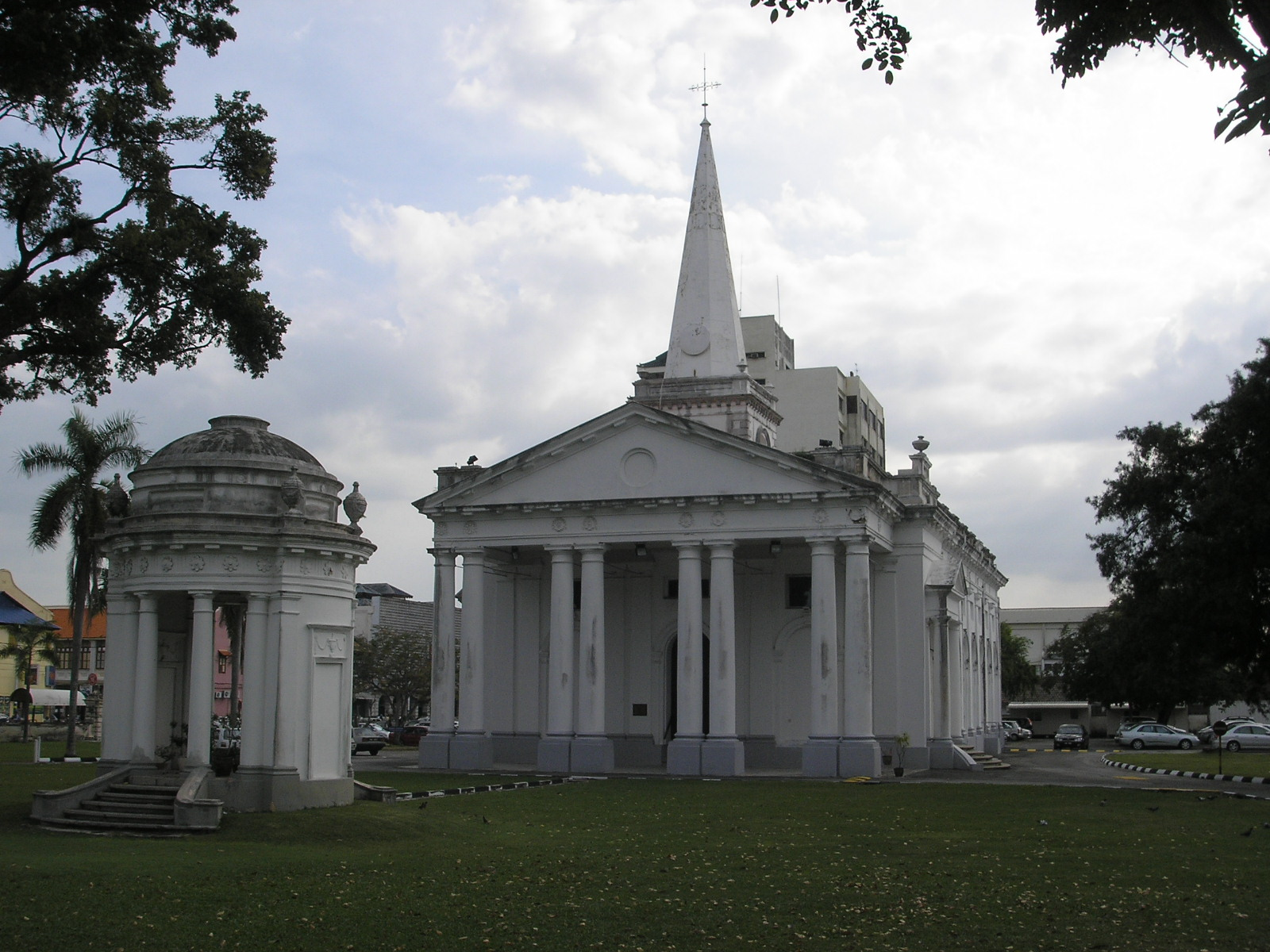
槟城圣乔治教堂
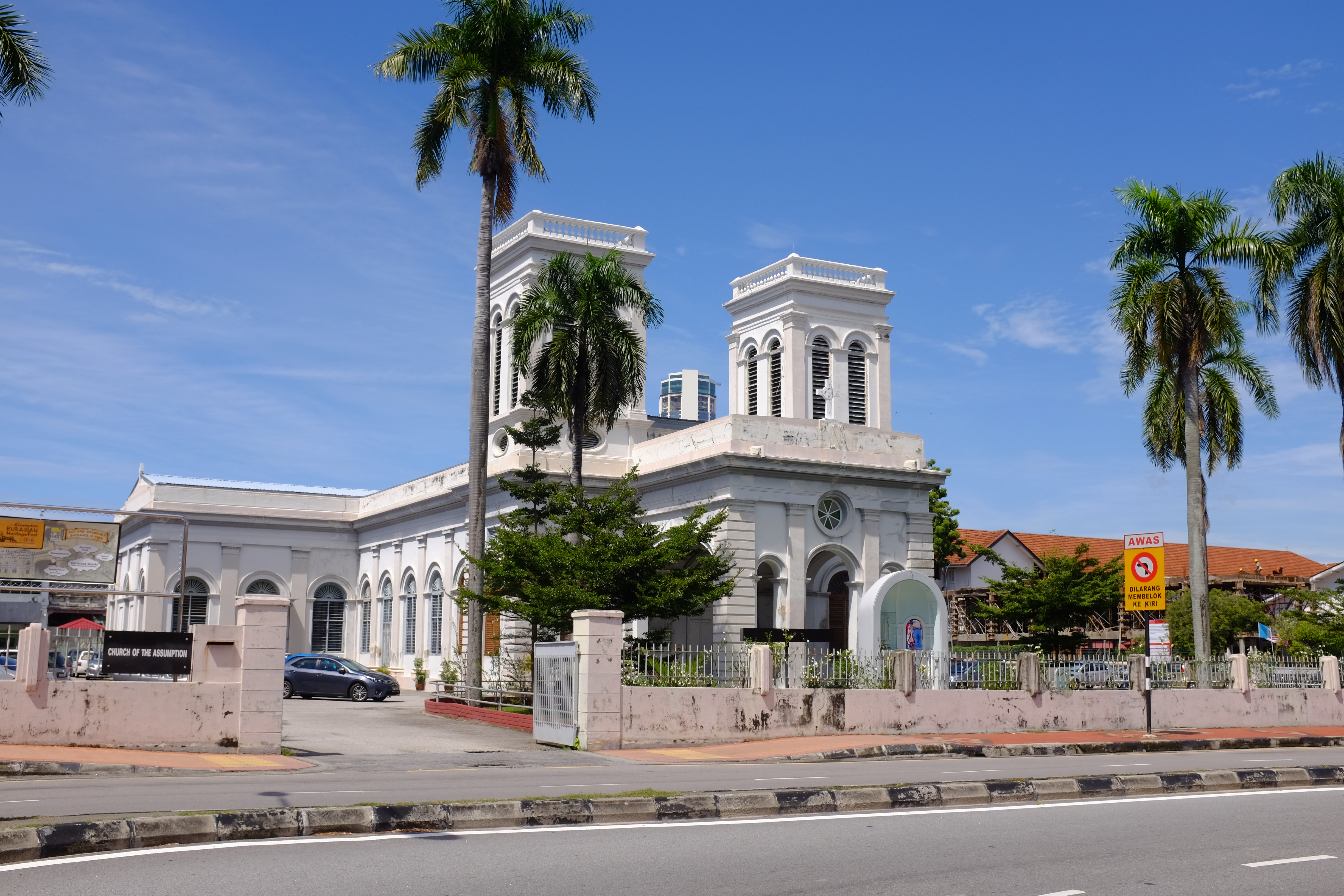
槟城圣母升天教堂
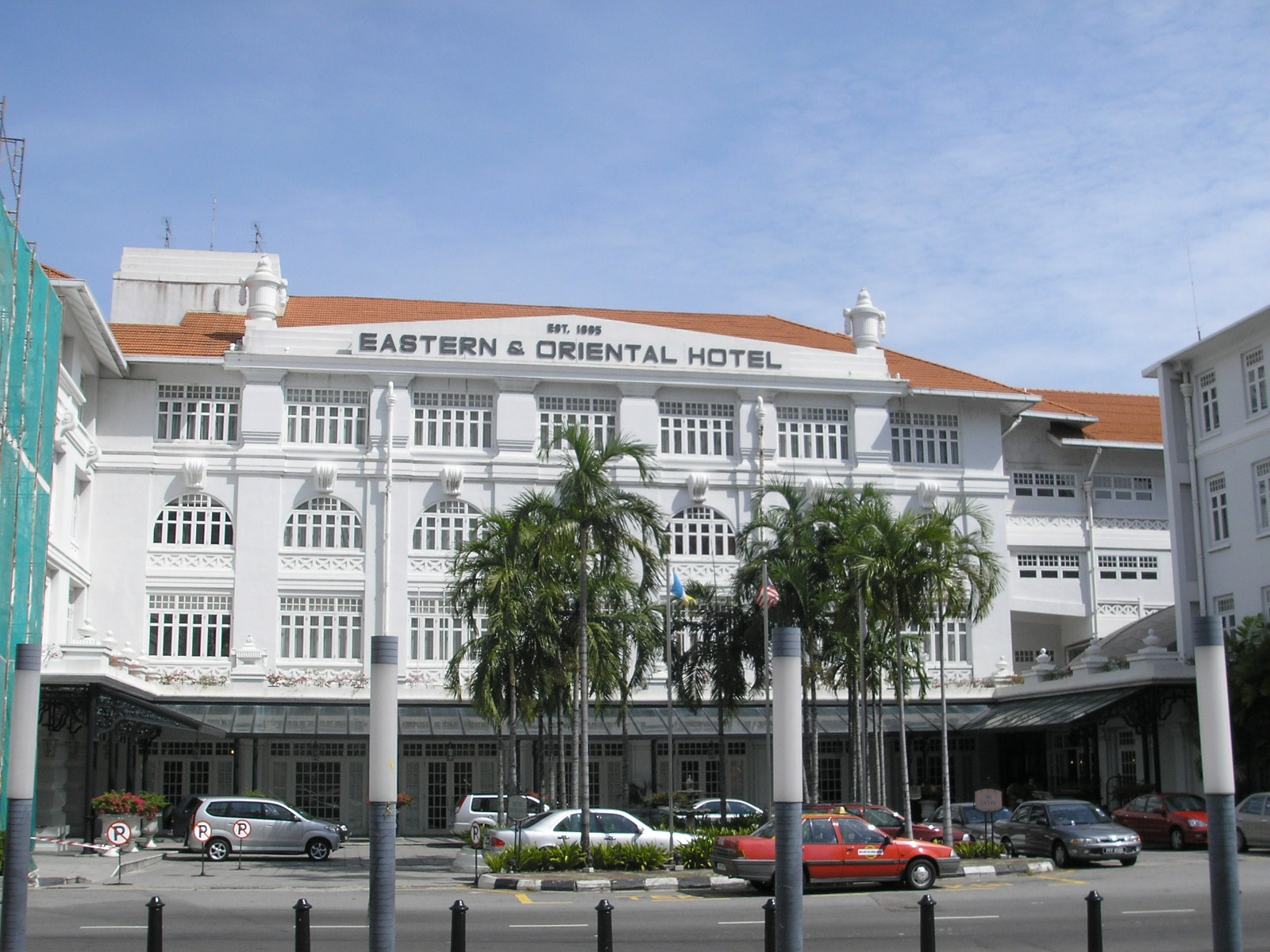
依恩奥酒店

## 地标
- 槟城州立博物馆
- 槟城圣乔治教堂
- 槟城圣母升天教堂

## 司法

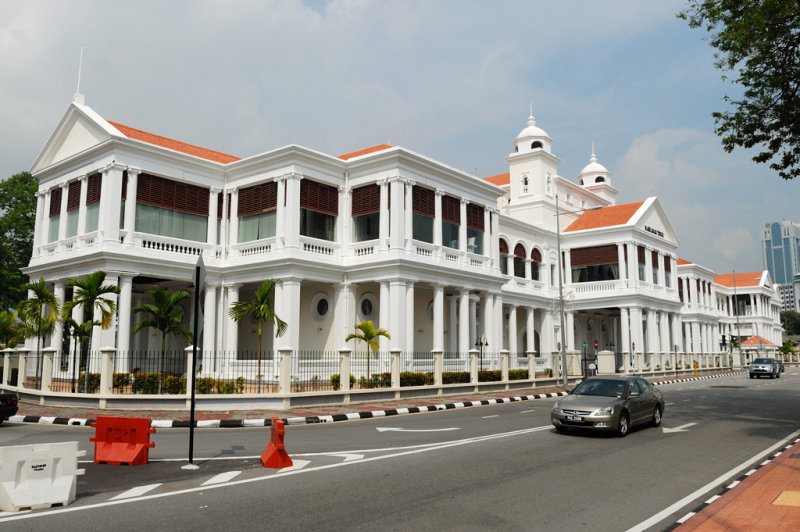
槟城高等法院

- 槟城高等法院（英语：Penang High Court）

## 教育
- 圣芳济国中
- 莱特街修道院国中

## 酒店
- 依恩奥酒店